# Debeli Vrh
Il Debeli Vrh con 2.390 m s.l.m. è una montagna della Catena del Tricorno della Slovenia compresa nel parco nazionale del Tricorno. 